# Dealu Caselor
Dealu Caselor – wieś w Rumunii, w okręgu Alba, w gminie Sălciua. W 2011 roku liczyła 70 mieszkańców.